# Catharina Peeters
Catharina Peeters (1615 – 1676) è stata una pittrice fiamminga sorella di Bonaventura Peeters il Vecchio, Jan Peeters il Vecchio e Gillis Peeters il Vecchio.

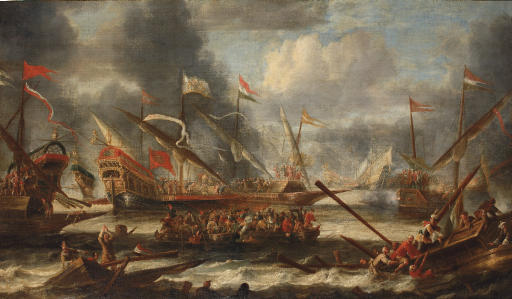
Una battaglia navale in acque agitate, 1652

Erano tutti noti per i loro paesaggi marini.

## Biografia
Sono noti pochi dettagli della sua vita. Secondo lRKD, imparò a dipingere dai suoi fratelli. Venne menzionata da Cornelis de Bie nel suo libro di biografie di artisti, Het Gulden Cabinet, nel capitolo delle pittrici note. Viene altresì menzionata da Abraham Jacob van der Aa come pittrice di frutta, probabilmente la stessa persona di Clara Peeters. Se le due donne fossero parenti non è noto.